# Les Forceurs de blocus
Les Forceurs de blocus est une longue nouvelle de Jules Verne publiée en 1865.

## Historique
Rédigée en 1865, la première version paraît dans le Musée des familles en octobre et novembre 1865. La nouvelle est ensuite reprise en volume, avec quelques variantes, à la suite d’Une ville flottante en 1871.

## Résumé
L’action se déroule durant la guerre de Sécession. James Playfair, le capitaine du forceur de blocus Delphin, part chercher du coton dans le port de Charleston alors sous l'emprise d'un blocus nordiste. Il ne se doute pas que le jeune marin qu’il embarque à son bord est en fait la fille d’un journaliste abolitionniste incarcéré dans cette ville…

## Thèmes abordés dans le récit
- Le travestissement (thème présent également dans Le Superbe Orénoque)
- Le désir de sauver l’être aimé (en l’occurrence le père de Miss Jenny Halliburtt)
- La lutte de la voile contre la vapeur (dans l’épisode épique de la course-poursuite entre le voilier sudiste et le steamer des Anglais)

## Liste des personnages
- Crockston
- Mr. Jonathan Halliburtt
- Mr. Mathew
- James Playfair
- Vincent Playfair
- John Stiggs, alias Miss Jenny Halliburtt

## Adaptations
- En 2008, le livre audio Les Forceurs de Blocus paraît aux éditions Des Oreilles Pour Lire. Le comédien Charles Reale est récompensé d'un Coup de Cœur de l'académie Charles-Cros pour son interprétation.

## Éditions
- Édition moderne du texte de 1865. Les Forceurs de blocus. Séquences. 2000.